# Ectropis odontophora
Ectropis odontophora är en fjärilsart som beskrevs av Turner 1917. Ectropis odontophora ingår i släktet Ectropis och familjen mätare. Inga underarter finns listade i Catalogue of Life.